# Rosa shocking
El rosa shocking, llamado originalmente en inglés Shocking pink, o Hot Pink, es un nombre de color lanzado para un matiz del fucsia por Elsa Schiaparelli en 1936 similar al púrpura de Tiro.

## Historia
A mediados de los años 1930, Elsa Schiaparelli acababa de abrir su casa de costura en el número 21 de la plaza Vendôme. Junto a Lanvin, Vionnet y Chanel, dominaba la capital de la moda en aquellos tiempos.
Unos años antes, conoció al joyero Jean Clément; en 1936 le presentó varios modelos de telas tras un estudio sobre el color rosa. Schiaparelli se detuvo en una copia de rosa mezclado con un poco de magenta exclamando «ça, je vais le prendre, et on va l'appeler le Shocking Pink» (eso, lo tomaré, y lo llamaremos rosa chocante). Schiaparelli se sentía previamente fascinada por los intensos colores rosas que usaban en sus trajes típicos las mujeres quechuas.
Ese mismo año comercializó su primer perfume, colorete y lápiz de labios que se llamó Shocking. La botella de perfume fue diseñada imitando la voluptuosa silueta de Mae West. Al mismo tiempo, se introdujo el "Shocking Pink" en el prêt-à-porter de la diseñadora; esta sombra de color rosa, que se convertirá en «sa marque de fabrique» (su marca de fábrica), se usará muchas décadas más tarde por el diseñador de moda Yves Saint Laurent en sus colecciones. En 1938 Schiaparelli lanzó el "rojo Calliope" para una barra de labios. Si el rosa shocking sigue siendo un elemento notable de la carrera de la estilista, los colores siempre han estado presentes en sus creaciones: su primer gran éxito comercial, un pequeño gorro llamado mad cap, se declinaba en varios colores, hasta «teintes criardes» (tonos llamativos).

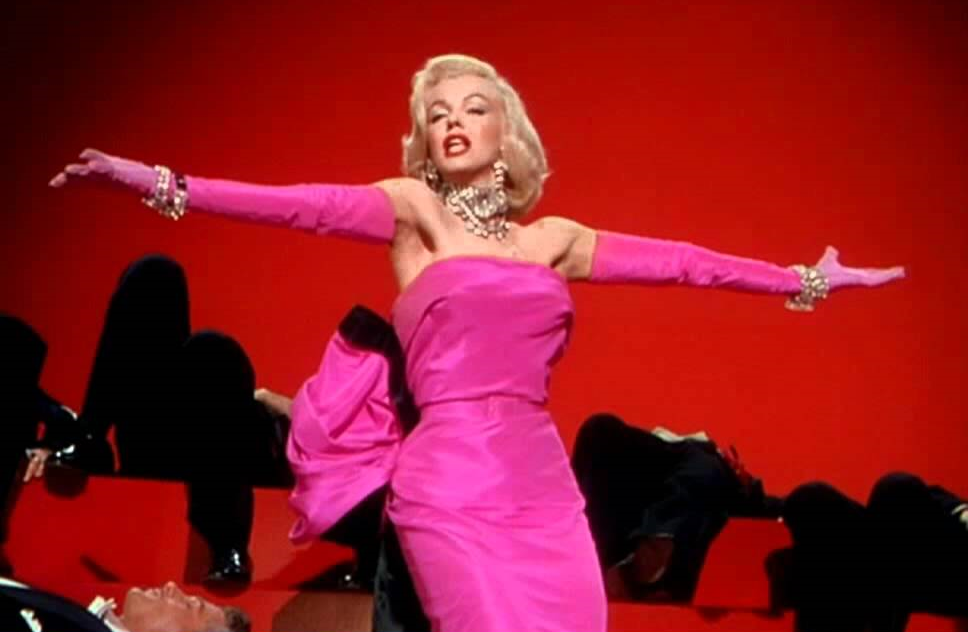
Monroe en una mítica escena de Los caballeros las prefieren rubias (1953).

En la década de 1950 el color fue rebautizado como Hot Pink". Es en estos mismos años que se dio uno de los usos más famosos de este color: el vestido de Marilyn Monroe en la película Los caballeros las prefieren rubias.